# 第31独立親衛空挺旅団 (ロシア空挺軍)
第31独立親衛空挺旅団（31-я гвардейская отдельная воздушно-десантная бригада；略称31 гв.ОВДБр）は、ロシア空挺軍の旅団級部隊。1998年に解隊された旧第104親衛空挺師団の歴史を継承し、「2等クトゥーゾフ勲章」を有する。

## 歴史
- 1944年12月8日：第2親衛空挺師団が第104親衛狙撃師団に再編。
- 1945年1月：白ロシア、スルツカ駐屯地において、隊容検査。
- 1945年3月：ブダペスト西方に進出し、第9軍と共に現地ドイツ軍を攻撃。3月25日、パパ市を奪取。3月28日、ラバ川を渡河し、橋頭堡を確保。
- 1945年4月：ウィーン陥落後、第9軍予備。師団に対して、「2等クトゥーゾフ勲章」授与。
- 1945年5月：ヴルタワ川でアメリカ軍と会合。
- 1946年4月：第104親衛空挺師団に再編され、エストニアに配置転換。
- 1960年：ザカフカーズ軍管区に配置転換。
- 1993年：ウリヤノフスク市に配置転換。
- 1994～1996年：第一次チェチェン紛争に投入。
- 1998年5月：第104師団の軍旗を継承しつつ、第31親衛独立空挺旅団に改編。
- 1999年～：第二次チェチェン紛争に投入。
- 2022年2月：ロシアのウクライナ侵攻に投入。アントノフ国際空港の戦いに参加し、同空港を制圧して占拠。指揮官のデニス・ヤギダロフ中佐含め、少なくとも52人が戦死[1]。

2023年9月、アンドレイ・コンドラシュキン旅団長が戦死したとドネツク人民共和国のアレクサンドル・ホダコフスキー副長官が報告した。部隊再編の一環で同年中に第104親衛空中強襲師団に改編された。

## 編制
- 第54独立空中襲撃大隊（軍部隊85954）
- 第91独立空中襲撃大隊（軍部隊85955）
- 第116独立空中襲撃大隊（軍部隊83788）
- 第99独立砲兵大隊（軍部隊85956）
- 高射ミサイル・砲兵中隊
- 偵察中隊
- 第422特使・郵便通信局（軍部隊62327）

## 装備
- BMD-2 x86
- BMD-1 x26
- BTR-D x57
- D-30 x16
- BTR-RD x24
- BTR-ZD x19
- BMD-1KSh x8
- BMD-1R x2
- 1V119 x2

## 歴代旅団長
1998年までは師団長。
| 職名   | 就任年          | 氏名                         | 階級     |
| ------ | --------------- | ---------------------------- | -------- |
| 師団長 | 1943年 - 1944年 | ワシーリー・イワノフ         | 親衛少将 |
| 師団長 | 1945年 - 1945年 | アレクセイ・レドチェンコ     | 親衛少将 |
| 師団長 | 1945年 - 1946年 | イワン・セレーギン           | 親衛少将 |
| 師団長 | 1946年 - 1950年 | ニコライ・タヴァルトキラゼ   | 親衛少将 |
| 師団長 | 1950年 - 1950年 | アレクサンドル・スタルツェフ | 親衛中佐 |
| 師団長 | 1950年 - 1954年 | ピョートル・フヴォロステンコ | 親衛大佐 |
| 師団長 | 1954年 - 1955年 | アレクセイ・ルダコフ         | 親衛少将 |
| 師団長 | 1955年 - 1961年 | ヒョードル・ドラニシチェフ   | 親衛少将 |
| 師団長 | 1961年 - 1963年 | イワン・シネオキー           | 親衛大佐 |
| 師団長 | 1963年 - 1964年 | ユーリー・ポタポフ           | 親衛大佐 |
| 師団長 | 1964年 - 1967年 | ニコライ・グシコフ           | 親衛少将 |
| 師団長 | 1968年 - 1975年 | アナトーリー・スピーリン     | 親衛少将 |
| 師団長 | 1975年 - 1981年 | アレクサンドル・ホメンコ     | 親衛少将 |
| 師団長 | 1981年 - 1984年 | ニコライ・セルジュコフ       | 親衛少将 |
| 師団長 | 1984年 - 1987年 | エフゲニー・セメノフ         | 親衛少将 |
| 師団長 | 1987年 - 1989年 | ヴィクトル・ソロキン         | 親衛少将 |
| 師団長 | 1990年 - 1993年 | ワレーリー・シチェルバク     | 親衛少将 |
| 師団長 | 1993年 - 2000年 | ワージム・オルロフ           | 親衛少将 |
| 旅団長 | 2000年 - 2002年 | セルゲイ・カプスチン         | 親衛大佐 |
| 旅団長 | 2002年 - 2005年 | ニコライ・ニクリニコフ       | 親衛大佐 |
| 旅団長 | 2005年 -        | ウラジーミル・コチェトコフ   | 親衛大佐 |